# Philipp Scheidemann
Philipp Heinrich Scheidemann (Kassel, entonces parte de Hesse-Kassel y luego de Alemania, 26 de julio de 1865-Copenhague, Dinamarca, 29 de noviembre de 1939) fue un político socialdemócrata alemán, responsable de la proclamación de la república el 9 de noviembre de 1918, y primer canciller de la República de Weimar (con el título de Reichsministerpräsident o primer ministro imperial, que luego, cuando su sucesor Gustav Bauer ocupó el cargo, fue renombrado como Reichskanzler o canciller imperial).
Philipp Scheidemann fue hijo de un empapelador y tapicero de muebles. De 1879 a 1883 estuvo de aprendiz para convertirse en cajista o tipógrafo. En 1883 se afilió al Partido Socialdemócrata de Alemania y a un sindicato. Hasta 1895 trabajó en su profesión.
De 1895 a 1905 Scheidemann trabajó de periodista para periódicos socialdemócratas. Fue miembro del Reichstag (el Parlamento alemán de entonces) de 1903 a 1933, convirtiéndose en uno de los principales líderes del Partido Socialdemócrata. Durante la Primera Guerra Mundial Scheidemann apoyó la participación de Alemania en la guerra: Junto con Friedrich Ebert se convirtió en líder de la fracción mayoritaria del partido, que apoyó la continuación del esfuerzo militar, limitándose su oposición a la guerra a exigir la rápida negociación de un compromiso de paz. Cuando los socialdemócratas fueron incluidos en el Gobierno, durante la regencia del príncipe Maximiliano de Baden en 1918, Scheidemann fue incluido como ministro sin cartera.
A continuación de proclamar sin autorización la abdicación del káiser el 9 de noviembre, el canciller imperial Maximiliano de Baden dimitió en favor de Ebert. Aunque el Ebert tenía la intención de apoyar una monarquía parlamentaria, Scheidemann proclamó unilateralmente la república desde una ventana del Reichstag  para adelantarse a Karl Liebknecht, que quería proclamar una república de los sóviets, lo que hizo dos horas más tarde.
Scheidemann continuó sirviendo como líder del gobierno provisional en los meses siguientes, y tras las elecciones presidenciales de Alemania de 1919 y la reunión de la Asamblea Nacional en Weimar en febrero de 1919, Ebert fue designado presidente del Reich, convirtiéndose Scheidemann en canciller (desde el 13 de febrero hasta el 20 de junio de 1919), en la coalición formada por el Partido Democrático Alemán y el Partido de Centro. Dimitió en el mes de junio debido al desacuerdo del Partido Democrático Alemán con el Tratado de Versalles, no volviendo a servir en el Gobierno, aunque siguió en política, desempeñando como alcalde en Kassel (1920-1925) y como delegado en el Reichstag, donde expresó oposición a la república.[cita requerida] Scheidemann se marchó al exilio tras la toma del poder por los nazis, muriendo en Dinamarca tras el inicio de la Segunda Guerra Mundial.

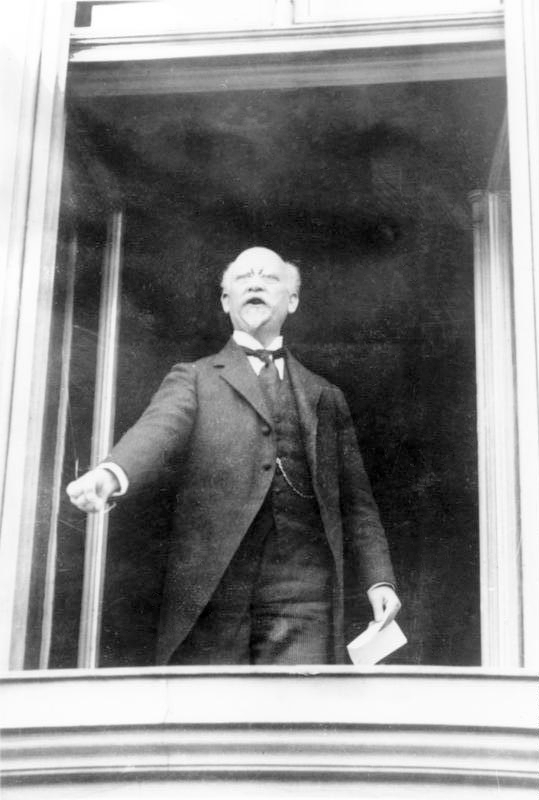
Scheidemann proclama la república desde una ventana del edificio del Parlamento